# Fromental
Fromental település Franciaországban, Haute-Vienne megyében. Lakosainak száma 517 fő (2022. január 1.). Fromental Saint-Maurice-la-Souterraine, Bessines-sur-Gartempe, Folles, Saint-Amand-Magnazeix és Fursac községekkel határos.

## Népesség
A település népességének változása:
| Lakosok száma | 535  | 547  | 559  | 540  | 528  | 517  | 516  | 512  | 517  |
|               | 2013 | 2015 | 2016 | 2017 | 2018 | 2019 | 2020 | 2021 | 2022 |